# Manuel Pérez de Tudela
Manuel Pérez de Tudela y Vílchez (Arica, 10 de abril de 1774-Lima, 15 de marzo de 1863) fue un abogado, magistrado y político peruano. Prócer de la independencia del Perú, empezó defendiendo a los patriotas encausados por sus actividades en pro de la emancipación. Fue gran colaborador del Libertador José de San Martín y redactó el acta de la Declaración de Independencia del Perú de 15 de julio de 1821. Defensor del sistema republicano de gobierno, a la par con José Faustino Sánchez Carrión. Miembro del Primer Congreso Constituyente de 1822 y de la Corte Suprema de Justicia, presidió esta última en tres periodos: 1840-1841, 1843-1845 y 1849-1850. Sirvió también en los gobiernos republicanos como ministro de Estado en los despachos de hacienda, gobierno y relaciones exteriores. Además, desempeñó diverso cargos administrativos. Fue un político de tendencia conservadora. De él, Manuel Lorenzo de Vidaurre, en carta dirigida a Bolívar, opinó así: «honrado en extremo, de ingenio perspicaz y vivo, e inmensa erudición».

## Estudios
Hijo de José Manuel Pérez de Tudela y Hurtado de Mendoza y María Casilda de Vílchez y Peralta. Nacido en Arica, entonces puerto del sur peruano, se trasladó a Lima, donde realizó su formación estudiantil en el Real Colegio de San Ildefonso. En 1793 se graduó de bachiller en Cánones por la Universidad de San Marcos, y pasó a realizar sus prácticas de derecho en el estudio de Manuel Antonio de Noriega. Se recibió de abogado el 29 de febrero de 1796 y se consagró al ejercicio de su profesión, labrándose un gran prestigio.
De 1808 a 1814 fue asesor del Real Tribunal del Protomedicato. Tras graduarse de doctor en Cánones en 1811, fue catedrático de Digesto e Instituta en la Universidad de San Marcos. Sirvió también en el ayuntamiento limeño, donde fue sucesivamente asesor (1818) y regidor (1820).

## Al servicio de la causa patriota
Desde 1809 estuvo al tanto de los movimientos en favor de la independencia y se inclinó hacia dicho bando. En la capital formaba parte del grupo de patriotas conocido como los carolinos, entre los que se contaban Francisco Javier Mariátegui y Francisco de Paula Quirós.
Asumió la defensa legal de varios de los encausados por el delito de insurgencia. Anteriormente había sido apoderado de Manuel Ubalde. Defendió luego a José Santos Figueroa, a Manuel José Rivero, al conde de la Vega del Ren y a José de la Riva Agüero. Acogió en su casa a algunos patriotas perseguidos y él mismo fue un confiable informante del Libertador José de San Martín.

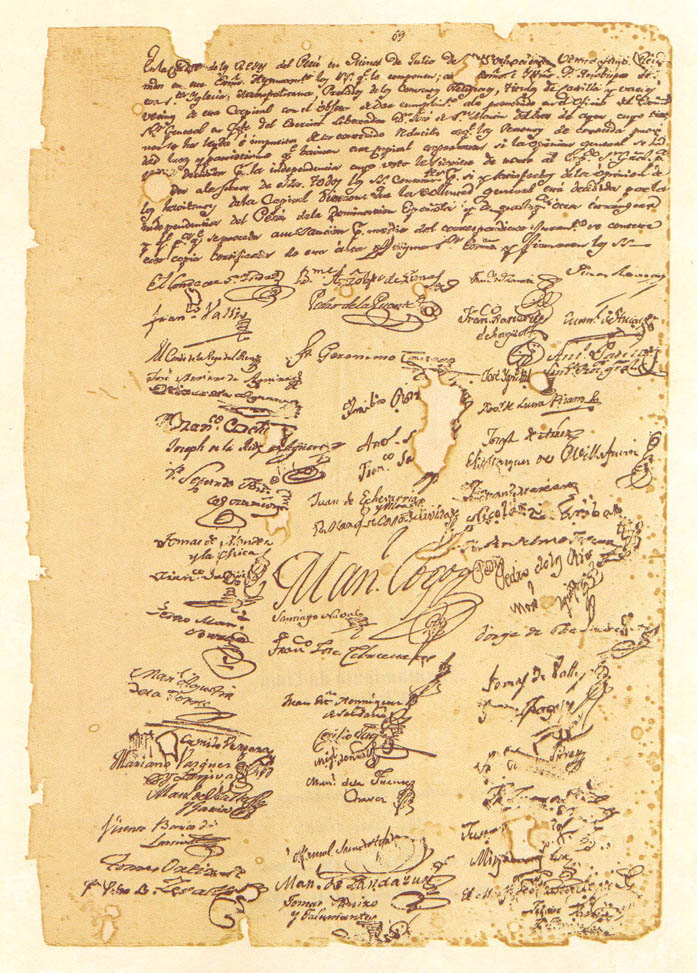
Facsímil del Acta de Independencia del Perú, cuyo texto fue redactado por Manuel Pérez de Tudela.

Cuando el Ejército Libertador alistaba su entrada a Lima, redactó la representación que supuestamente el cabildo de Lima dirigió al virrey José de la Serna para invitarlo a entenderse con las patriotas (7 de junio de 1821). En realidad, no todos los miembros del cabildo firmaron ese documento, pero tuvo un contundente efecto moral sobre la población.
Producida la ocupación de Lima por el Ejército Libertador, redactó el Acta de declaración de la Independencia que fue suscrita en sesión de Cabildo Abierto, el 15 de julio de 1821. En ella se declaraba «que la voluntad general estaba decidida por la Independencia del Perú de la dominación española y de cualquier otra extranjera».
Ya instalado el Protectorado de San Martín, fue nombrado fiscal de la Alta Cámara de Justicia y miembro de la Junta Censora de Imprenta. El 12 de diciembre de 1821 fue asociado a la Orden del Sol.
Fue también miembro de la Sociedad Patriótica, en cuyos debates defendió el sistema republicano de gobierno, frente a la postura monarquista del clérigo José Ignacio Moreno.

## Diputado Constituyente
Elegido diputado por Arequipa al primer Congreso Constituyente (1822) formó parte de la comisión encargada de redactar el proyecto de la primera constitución política del país junto con Francisco Javier Mariátegui y Tellería, Toribio Rodríguez de Mendoza, Hipólito Unanue, José Faustino Sánchez Carrión, Justo Figuerola, Carlos Pedemonte, José Gregorio Paredes, entre otros destacados juristas.
Como parlamentario apoyó la elección de José de la Riva Agüero como primer presidente del Perú, luego de producido el motín de Balconcillo.

## Partidario de Riva Agüero
Al estallar el conflicto entre el Congreso y el presidente Riva Agüero, Pérez de Tudela respaldó a este último por la amistad que le profesaba. Con él se trasladó a Trujillo, donde quedaron instalados los órganos de su gobierno, por lo demás puramente nominal. Aceptó ser ministro de Estado y presidió el Senado. Aprobó la posibilidad de entenderse con los españoles, a base del reconocimiento de la Independencia, lo que motivó que fuera procesado en Lima como traidor.
En noviembre de 1823, Riva Agüero fue apresado por el general Antonio Gutiérrez de La Fuente y enviado al destierro; la misma suerte recayó en Pérez de Tudela, que fue enviado a Chile. Ambos se salvaron de ser fusilados, pues La Fuente desobedeció las órdenes que en ese sentido tenía. De esa manera se unificó el mando del país en la persona del Libertador Bolívar.

## Plenipotenciario en el Congreso de Panamá
Desde Chile logró que se le permitiera volver a Lima, y esta vez respaldó la decisión del Congreso de otorgar a Bolívar el mando de la campaña libertadora del Perú. Fue uno de los dos representantes del Perú ante el Congreso de repúblicas americanas que por voluntad de Bolívar se reunió en Panamá en 1826. El otro representante era Manuel Lorenzo de Vidaurre.
Posteriormente, fue miembro del Congreso General Constituyente de 1827 por el departamento de Arequipa. Dicho congreso fue el que elaboró la segunda constitución política del país.

## Magistrado y ministro de Estado
Fue incorporado a la Corte Suprema de Justicia, primero como fiscal (1831) y luego como vocal (1840). Presidió este alto tribunal en tres periodos: 1840-1841, 1843-1845 y 1849-1850.
Eventualmente, se apartó de la magistratura para desempeñar algunos cargos públicos, de manera breve:
- Ministro de Hacienda, en el gobierno interino de Andrés Reyes y Buitrón (21 de mayo a 4 de agosto de 1831), y en el primer gobierno de Agustín Gamarra (18 de diciembre de 1831 a 26 de septiembre de 1832).
- Ministro de Gobierno y Relaciones Exteriores, en el segundo gobierno de Agustín Gamarra (12 de julio a 14 de octubre de 1841), y posteriormente en el gobierno interino de Justo Figuerola (18 de septiembre a 7 de octubre de 1844).

Fue también presidente de la comisión encargada del proyecto de Código Civil, durante el primer gobierno de Ramón Castilla (1845-1846); pero renunció al estar en contra del matrimonio civil, que era apoyada por los demás miembros de la comisión.
Se jubiló en 1856 y falleció en el pueblo costero de Chorrillos, cerca de Lima, en marzo de 1863.

## Documento
- «Memoria en pro de la adopción del sistema republicano, leída en la Sociedad Patriótica de Lima, el 8 de mayo de 1822». En Odriozola, Manuel de. Colección de documentos literarios del Perú. Lima, Imprenta de A. Alfaro-Imprenta del Estado, 1863-1877. Tomo XI, pp. 460-466.